# Río Maule
El río Maule (mapudungun: mawlen, 'lluvioso') es un río que fluye en la Región del Maule de Chile, tiene una longitud de 240 kilómetros y constituye con sus afluentes la cuenca hidrográfica del río Maule que cubre alrededor de 20.300 km² y tiene en número 073 en el inventario de cuencas de Chile. La cuenca esta subdividida en 9 subcuencas y 64 subsubcuencas.

## Trayecto
El río Maule nace en la parte norponiente de la Laguna del Maule,: 383  en las cercanías del Paso Internacional Pehuenche. En el sector alto recibe por su derecha al río del Campanario, el principal afluente del Maule es el río Melado, que nace indirectamente en la laguna Dial con el nombre de Guaiquivilo, y drena el sector suroriente de la cuenca. En la actualidad, el río Melado está represado para generar energía eléctrica en la Central Pehuenche. 
La mayor parte de su recorrido en el valle central lo hace sin recibir tributarios. Su dos afluentes, el río Claro por el norte y el río Loncomilla por el sur, reciben primero los tributarios que corren más bien paralelos al Maule.: 2 
Otros afluentes de importancia en la parte alta son el río Puelche, que se le une a 31 km de su nacimiento, el río Cipreses (Maule), que drena la hermosa Laguna de la Invernada y provee de agua a la central hidroeléctrica Cipreses, y los ríos Colorado y río Claro (Colbún). Antes de llegar al llano, el Maule está represado en 2 embalses, el de Colbún y el de Machicura y al salir su fuerza hidráulica mueve las turbinas del complejo hidroeléctrico Colbún-Machicura compuesto de las 3 centrales hidroeléctricas Colbún, Machicura y Chiburgo.
En plena depresión intermedia, el Maule, cerca de San Javier, recibe los aportes de su principal afluente, el Loncomilla, que drena la parte sur de la cuenca, y se forma por la confluencia de los ríos Longaví y Perquilauquén, que proceden del oriente y occidente, respectivamente. Dos importantes tributarios del Loncomilla son el Putagán, y el Achibueno, que a su vez tiene como afluente al río Ancoa. Importantes tributarios del Perquilauquén, son el Purapel y el Cauquenes, los cuales nacen en la cordillera de la Costa, y escurren en dirección este, hasta que se unen a su efluente.
En la cuenca baja, el Maule solamente recibe aguas del estero de los Puercos, que le suma un escaso caudal. Tras recorrer casi 250 kilómetros, el Maule desemboca en el océano Pacífico, justo al norte de la ciudad de Constitución.

## Caudal y régimen

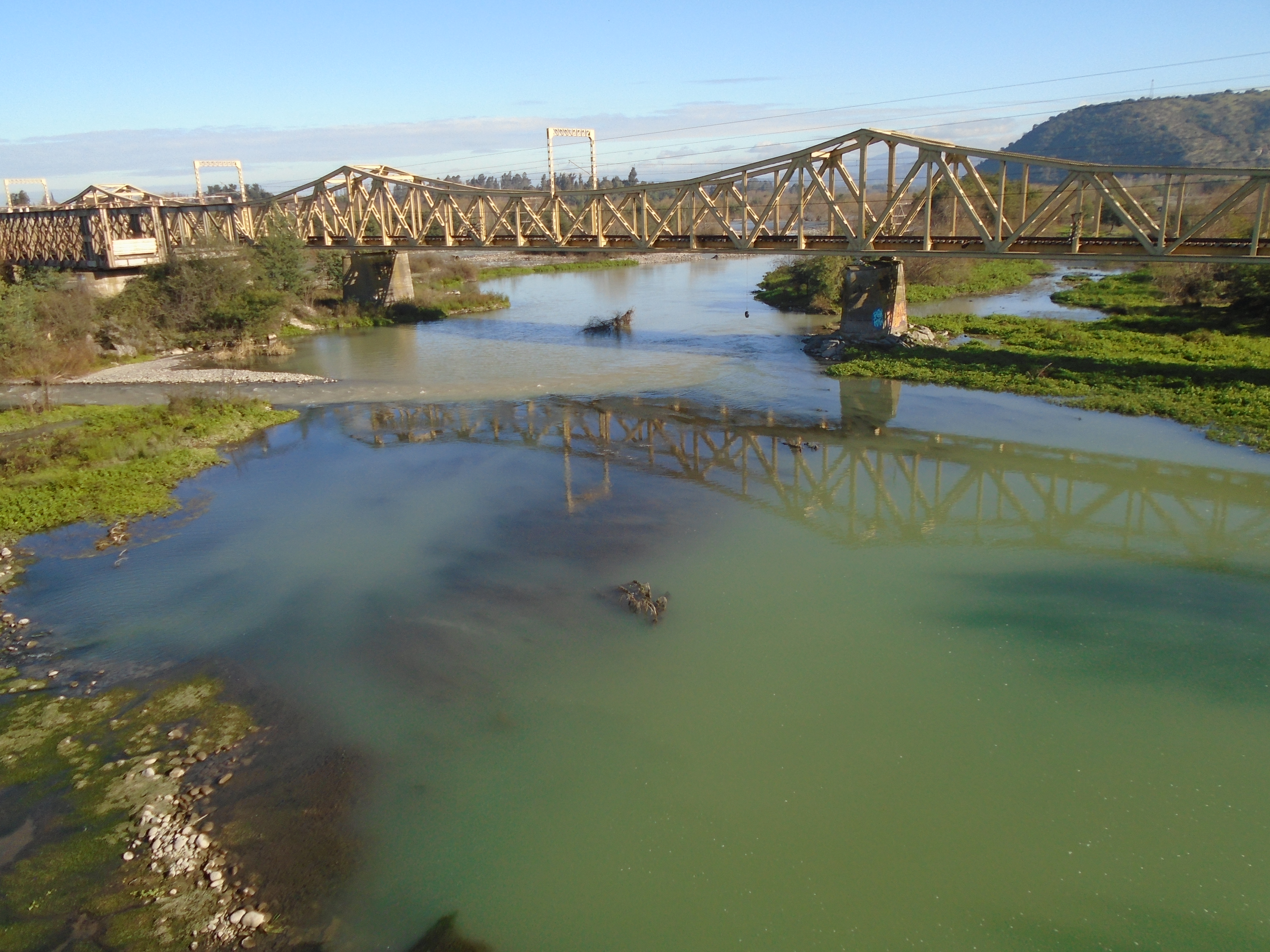
Puente ferroviario sobre el río Maule, en Pueblecillo

En su parte alta el Maule tiene un régimen nival demostrada por las mediciones de la estación Maule en Armerillo. Tras su junta con el río Loncomilla su régimen pasa a ser pluvial por la influencia de este afluente.: 71 

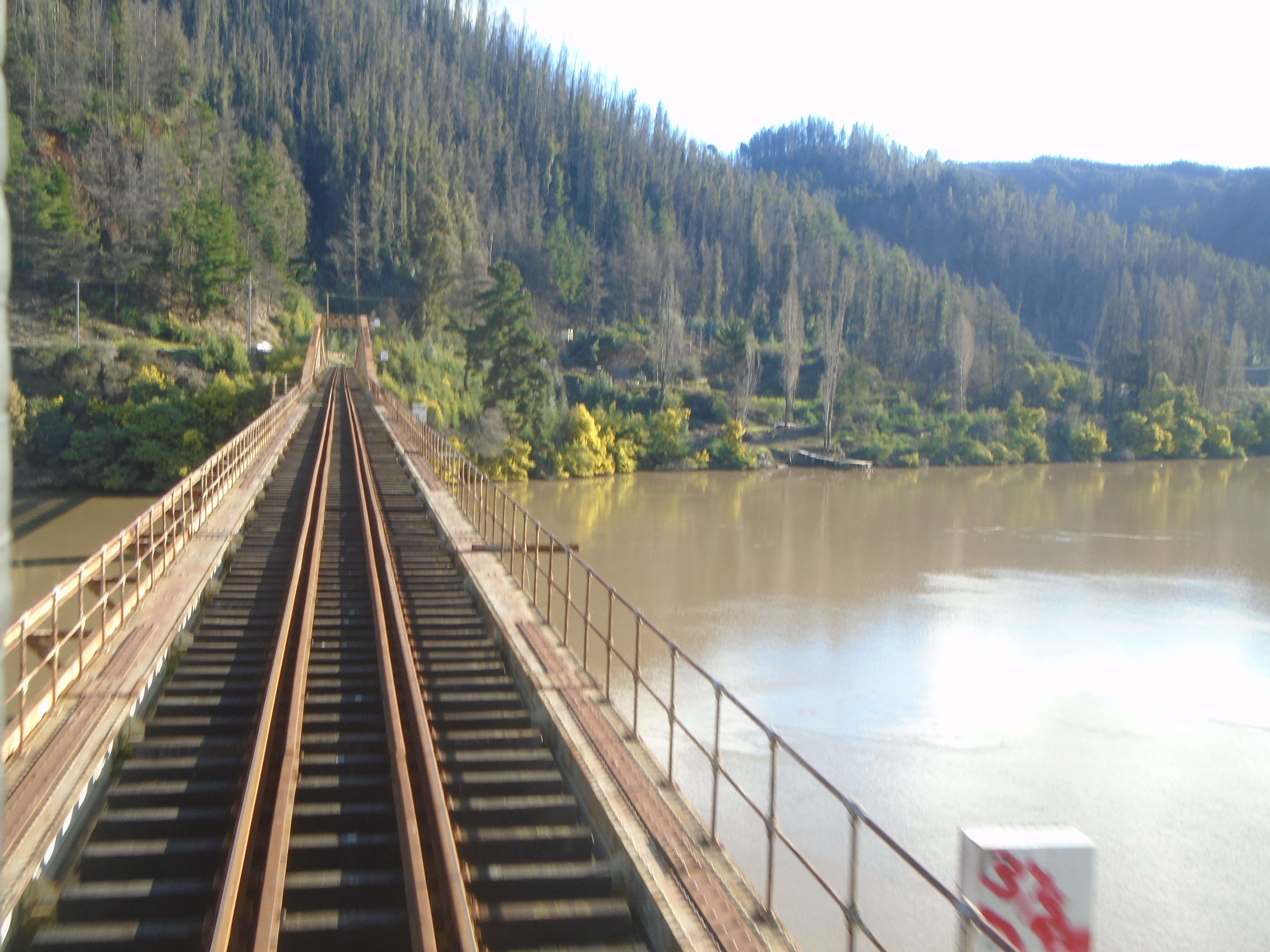
Puente ferroviario sobre el río Maule en Constitución.

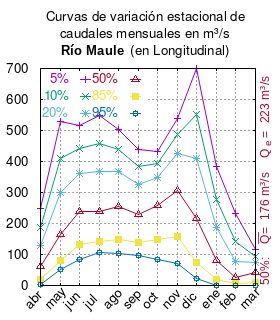
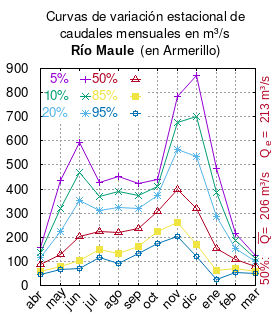

El caudal del río (en un lugar fijo) varía en el tiempo, por lo que existen varias formas de representarlo. Una de ellas son las curvas de variación estacional que, tras largos periodos de mediciones, predicen estadísticamente el caudal mínimo que lleva el río con una probabilidad dada, llamada probabilidad de excedencia. La curva de color rojo ocre (con {\displaystyle {\color {Red}\vartriangle }}) muestra los caudales mensuales con probabilidad de excedencia de un 50%. Esto quiere decir que ese mes se han medido igual cantidad de caudales mayores que caudales menores a esa cantidad. Eso es la mediana (estadística), que se denota Qe, de la serie de caudales de ese mes. La media (estadística) es el promedio matemático de los caudales de ese mes y se denota {\displaystyle {\overline {Q}}}. 
Una vez calculados para cada mes, ambos valores son calculados para todo el año y pueden ser leídos en la columna vertical al lado derecho del diagrama. El significado de la probabilidad de excedencia del 5% es que, estadísticamente, el caudal es mayor solo una vez cada 20 años, el de 10% una vez cada 10 años, el de 20% una vez cada 5 años, el de 85% quince veces cada 16 años y la de 95% diecisiete veces cada 18 años. Dicho de otra forma, el 5% es el caudal de años extremadamente lluviosos, el 95% es el caudal de años extremadamente secos. De la estación de las crecidas puede deducirse si el caudal depende de las lluvias (mayo-julio) o del derretimiento de las nieves (septiembre-enero).

## Historia
Francisco Solano Asta-Buruaga y Cienfuegos escribió en 1899 en su obra póstuma Diccionario geográfico de la República de Chile sobre el río:
Maule.-—Río caudaloso que divide de la provincia de Talca las de Linares y de su nombre. Tiene origen en la laguna de su título. Corre gran trecho entre las sierras de los Andes por un lecho angosto y ahocinado, dirigiéndose al principio hacia el NO. y con rápida corriente hasta donde recibe el desaguadero de la laguna de la Invernada, y de aquí generalmente al O. hasta descargar en el Pacífico bajo los 35° 19' Lat. y 72° 25' Lon. al cabo de unos 196 kilómetros de curso. Desde aquel punto su rapidez disminuye hasta su confluencia con el Loncomilla y aún hasta su embarcadero de Perales, siguiendo hasta su ría ó cabeza de la marea con un desnivel medio de 0,13 por 100, sin embargo de formar á trechos varios reciales ó corrientes rápidas, que parecen darle mucha velocidad. De estos reciales, llamados vulgarmente corrientadas, los más notables son los de Garrido, de los Tricahues, del Infiernillo, de los Tejos, de la Viñilla, de los Huinganes, de la Bodega y el último inferior de Maquegua, y cuyos nombres los toman de fundos y parajes fronteros en la margen del río. Estas caídas, pues el río es navegable por embarcaciones menores desde Perales y aún desde la confluencia del Loncomilla hasta Constitución, hacen lenta la subida, teniéndose que rebasarlas á la sirga, así como facilitan la bajada de una manera rápida y agradablemente interesante, á lo cual contribuye no poco lo pintoresco de las márgenes que son variadamente altas, selvosas y entreabiertas por vallecillos y vegas feraces. En diversos puntos de esta sección tiene pasajes de barca, y en su parte superior está cruzado por algunos puentes, entre ellos por el del ferrocarril entre la ciudad de Talca y la de San Javier de Loncomilla, y es esguazable en varios parajes donde se divide en brazos, que forman islas de excelente terreno de cultivo. A 13 kilómetros de su desembocadura, frente á Maquegua, se hace sentir la marea, y este espacio es una tirada del río más uniforme, más honda y más amplia, mediando entre la ciudad de Constitución y el desembarcadero de Quivolgo una anchura de 870 metros. Por aquí y junto á la misma ciudad tiene también el río una bella y poblada islilla, que se halla á dos kilómetros de la barra y entre ellas la poza ó fondeadero al pie del cerro Mutrún. La boca del río era primitivamente más honda y recogida; pero en los grandes aluviones de 1827 y 1828 se explayó al norte y se hizo más somera posteriormente; pues antes permitía la barra la salida de buques de regular porte que se construían en el astillero, del lado de Quivolgo, como lo verificó en esos años una fragata de Don Vicente de la Cruz y Burgos, vecino de Talca. Al lado sur de la barra yacen las piedras de Lobos; véase ciudad de Constitución. Los principales afluentes del Maule, desde su origen, son: por la margen norte ó derecha, el Campanario, el Puelche, la Invernada, el Río Claro de Talca, la Quebrada Honda de Curepto; y por la del sur, el de Bateas, Melado, Lajas, Loncomilla, Tavón Tinaja, Pichamán, Raíces, Ánimas, y muchos cortos arroyos. Posee, en fin, gran importancia en la agricultura de las provincias que baña por los canales de riego que alimenta. Tiénese el nombre por contracción de mauleuvu, río de lluvia.
Luis Risopatrón lo describe en su Diccionario jeográfico de Chile (1924) sobre el río:: 838 
Maule (Rio). Nace en las faldas W del cordón limitáneo con la Arjentina, a cuyo pié se encuentra la laguna de aquel nombre, de donde sale i corre hácia el NW en un lecho angosto i ahocinado, entre altas sierras con bastante pasto, que aumenta hácia la parte alta de los valles; no ofrece vejetacion en sus riberas encima de los 2 200 m de altitud, presenta retamo, michai, romero, camal etc hasta los 1 700 m i maitenes, robles, quillayes, litres, peumos, boldos i cipreses, que crecen vigorosos, mas abajo de los- 1 100 de altitud. Tiene una pendiente media de 0,13%, forma a trechos correntadas o reciales i es navegable en su parte inferior, por embarcaciones menores, desde la afluencia del rio Loncomilla hasta el mar; la pendiente media en este trecho es de 0,092% i el rio corre entre márjenes variadamente altas, selvosas i entreabiertas por vallecillos i vegas feraces, con varios pasajes de barcas. Sus aguas son tomadas por los canales de riego en su parte media i es esguazable en los parajes en que se divide en brazos, los que forman islas de excelente terreno de cultivo; la marea hace sentir sus efectos en unos 13 kilómetros de su curso inferior. Desemboca en el mar al N de la ciudad de Constitución donde el lecho tiene un ancho de 870 m, presenta una islilla bella i poblada, allegada a la ribera S i deja al W la poza o fondeadero, al pié del cerro Mutrun; desagua en el verano de 250 a 1 200 m³ por segundo, comprende una hoya hidrográfica de 21 690 km² de superficie i un largo total de 280 kilómetros. 1, VI, p. 291; 3, III, p. 126; 62, I, p. 264; 66, p. 244; 120, p. 52 i 229; 154; 155, p. 432; i 156; i Mauli en 100, p. 9 (1425).
Antes de la llegada de los españoles al territorio mapuche, el Imperio inca, en uno de los procesos de expansión del Imperio, extendió su influencia hacia el sur del continente; alcanzando hasta las riberas del río Maule, donde luego de enfrentarse con los Purumaucas, subgrupo del pueblo Picunche, se establecieron los límites del Imperio inca.
Según la crónica del Inca Garcilaso de la Vega, con el nombre de río Mauli o Maule, su curso fijaba la frontera meridional del estado Inca con los pueblos conocidos por los españoles como araucanos: 

al mediodía  tenía por término el rio llamado Mauli, que corre este oeste pasado el reino de Chile, antes de llegar a los araucos.

Más adelante fue conocido como la frontera norte de la Intendencia de Concepción, límite entre esta y la Intendencia de Santiago.